# كنيسة مارمرقس والقديس أبرأم القبطية الأرثوذكسية
كنيسة مارمرقس والقديس أبرأم القبطية الأرثوذكسية، هي كنيسة قبطية أرثوذكسية في وودبري، نيويورك. وهي واحدة من أكثر من 200 كنيسة قبطية أرثوذكسية في الولايات المتحدة.

## تاريخ المبنى
تأسست كنيسة مارمرقس والقديس أبرأم القبطية الأرثوذكسية من قبل 20 عائلة مقيمة في لونج آيلاند في يناير 1978، بعد خمس سنوات فقط من تأسيس أول كنيسة قبطية أرثوذكسية في نيويورك في ريدجوود وكوينز بروكلين، نيويورك. لأكثر من عشر سنوات، استخدمت هذه العائلات الكنيسة الأوكرانية في هيكسفيل لاقامة الصلوات الأسبوعية. في سبتمبر 1989، بارك البابا شنودة الثالث أرض الكنيسة تمهيدًا لبنائها. 
بعد بناء الكنيسة عام 1990، في زيارة رعوية قام بها البابا شنودة، كرست الكنيسة في 12 يناير 1992. كانت أول كنيسة قبطية أرثوذكسية في لونغ آيلاند، نيويورك.
تخدم الكنيسة مناطق لونغ آيلاند، ولا سيما في مقاطعة ناسو، التي تقع شرق كوينز. أقرب كنيسة قبطية أرثوذكسية هي كنيسة القديسة مريم والقديس أنطونيوس القبطية الأرثوذكسية في ريدجوود، كوينز. خدم الكنيسة العديد من الكهنة مثل الأب ميشيل توبيا من شرق برونزويك نيوجيرسي، والأب ماركوس غالي من توليدو، أوهايو، جيث يخدم الكهنة في أمريكا الشمالية الكنائس التي لا تزال في طور النمو. ولكن في السنوات الأخيرة رسم الأب جرجس تادرس كاهنًا دائمًا للكنيسة. تضم الكنيسة حاليا ثلاثة كهنة الاب جرجس تادرس والاب موسى شفيق والاب جوزيف لوقا. الكنيسة تخدم حاليًا حوالي 600 عائلة قبطية.
تأسست أبرشية نيويورك ونيو إنجلاند رسميًا في عام 2013 على يد البابا تواضروس الثاني. كرس الأسقف ديفيد في احتفالات رسمية أقيمت في القاهرة، مصر في 16-17 نوفمبر 2013. ثم نصب الأسقف داود رسميًا في 7 ديسمبر 2013 في الكنيسة في احتفال جمع الآلاف من المؤمنين ورجال الدين والشخصيات القبطية. هذه الكنيسة هي الآن مقر الأسقف.

## روابط خارجية
- الموقع الرسمي للكنيسة
- أبرشية الأقباط الأرثوذكس في نيويورك ونيو إنجلاند
- أبرشية الأقباط الأرثوذكس بأمريكا الشمالية
- أبرشية الأقباط الأرثوذكس بلوس أنجلوس
- أبرشية الأقباط الأرثوذكس بجنوب الولايات المتحدة